# Pitkäjärvi (sjö i Harjavalta, Satakunta)
Pitkäjärvi är en sjö delvis i kommunen Kumo och delvis i kommunen Harjavalta i landskapet Satakunta i Finland. Arean är 98 hektar och strandlinjen är 7,95 kilometer lång. Sjön  ingår i Kumo älvs huvudavrinningsområde.   Den ligger omkring 23 kilometer öster om Björneborg och omkring 200 kilometer nordväst om Helsingfors. 